# Šimon I. Lotrinský
Šimon I. Lotrinský řečený Velký (francouzsky Simon le grois, † 13. ledna/15. ledna 1139 ?) byl lotrinský vévoda, přítel Bernarda z Clairvaux a fundátor několika klášterů. Pro své neshody s církví byl stižen exkomunikací.

## Život
Byl starším synem Dětřicha Lotrinského a zřejmě jeho druhé choti Gertrudy, dcery flanderského hraběte Roberta I. Vládu nad Lotrinskem převzal po otcově smrti roku 1115 a roku 1122 byl v doprovodu císaře Jindřicha V. při příležitosti bamberského dvorského sněmu, na němž byl uzavřen Wormský konkordát.
Na svém vlastním panství se opakovaně dostával do sporu s církevními představiteli, což mu posléze roku 1138 vyneslo papežskou exkomunikaci. Zemřel exkomunikován na počátku roku 1139 a nejdříve byl pohřben v konventním kostele v Saint-Die a krátce poté byly jeho ostatky přeneseny do kláštera Sturzelbronn, jehož byl fundátorem.